# Avenida Minnesota (Metro de Washington)
Avenida Minnesota es una estación en la línea Naranja del Metro de Washington, administrada por la Autoridad de Tránsito del Área Metropolitana de Washington. La estación se encuentra localizada en 4000 Minnesota Avenue NE en Washington D. C.. La estación Avenida Minnesota fue inaugurada el 20 de noviembre de 1978.

## Descripción
La estación Avenida Minnesota cuenta con 1 plataforma central. La estación también cuenta con 333 de espacios de aparcamiento, 8 espacios para bicicletas y con 4 casilleros.

## Conexiones
La estación es abastecida por las siguientes conexiones de autobuses: 
- Rutas del MetroBus